# Антюх, Денис Николаевич
Дени́с Никола́евич А́нтюх (укр. Денис Миколайович Антюх; род. 30 июля 1997, Ахтырка, Сумская область) — украинский футболист, вингер клуба «Металлист 1925».

## Клубная карьера
С 2018 по 2021 год играл за «Колос» из Ковалёвки. В сезоне 2020/21 провёл за «Колос» 27 матчей, в которых забил 2 гола и отдал 2 результативных паса. Выступает на позиции вингера. Киевский клуб хотел заполучить Антюха во время зимнего трансферного окна на правах аренды, но сделка не состоялась, так как руководство «Колоса» стремилось продать игрока за сумму порядка одного миллиона евро.
9 июля 2021 подписал четырёхлетний контракт с «Динамо» (Киев). 22 августа 2021 года дебютировал за «Динамо» в матче украинской Премьер-лиги против «Десны» (4:0), выйдя в стартовом составе.

## Достижения
«Заря» (Луганск)
- Бронзовый призёр чемпионата Украины: 2022/23